# Violation (pel·lícula)
Violation és una pel·lícula de terror dramàtica del 2020 dirigida i escrita per Madeleine Sims-Fewer i Dusty Mancinelli. És el primer llargmetratge dels dos directors, que han col·laborat en diversos curtmetratges exhibits en festivals de cinema d'arreu del món. La trama segueix la Miriam, que busca venjança del seu cunyat després d'un incident traumàtic. La pel·lícula és protagonitzada per Madeleine Sims-Fewer, Anna Maguire, Jesse LaVercombe, Obi Abili, Jasmin Geljo i Cynthia Ashperger.
La pel·lícula es va estrenar al Festival Internacional de Cinema de Toronto de 2020. Es va estrenar als Estats Units al Festival de Cinema de Sundance de 2021 l'1 de febrer de 2021.

## Argument
La infeliç parella de casats Miriam i Caleb condueixen a la casa aïllada de la germana de la Miriam, Greta, i el seu marit Dylan, per ajudar a preparar-se per a la propera reunió familiar de Dylan. Malgrat la tensió entre Miriam i Caleb, tenen una relació fàcil amb Greta i Dylan, que coneixen les germanes des de l'institut. Greta ofereix en privat a la Miriam consells matrimonials, i la Miriam implica que enveja l'èxit del matrimoni de Greta. Més tard, durant una conversa de foguera  després que els altres s'han anat al llit, la Miriam fa un petó a Dylan, després es disculpa i revela els seus problemes i inseguretats matrimonials, als quals Dylan simpatitza.
A primera hora del matí següent, Dylan comença a agredir sexualment la Miriam mentre dorm. Ella es desperta i li suplica que s'aturi, però ell persisteix. Aleshores, la Miriam se'n va cap al bosc, on es troba amb un llop que porta un conill assassinat. Ella torna a la cabana i inicia relacions sexuals amb Caleb, però ell la rebutja. Més tard s'enfronta a Dylan sobre l'agressió, però ell nega la responsabilitat, afirma que volia tenir sexe amb ell i li assegura que no li dirà a Greta el que va passar.
Mentre nedava en un llac proper, la Miriam li explica a Greta sobre l'assalt, però Greta es nega a creure-la i suggereix que la Miriam està intentant tapar un intent de seducció de Dylan. Aquella nit, mentre el grup es prepara per sopar, en Dylan li diu a la Greta que va dormir al sofà després de la nit al costat de la foguera, molestant la Miriam, que es comporta de manera agressiva amb el grup i avergonyeix en Caleb al·legant que en secret no li agraden Dylan i Greta.
El dia abans de la reunió familiar, la Miriam atrau Dylan a una cabana de convidats amb el pretext d'una altra trobada sexual. Ella el convenç de despullar-se i embenar-li els ulls, preguntant-li com va ser agredir-la, i després el deixa inconscient. El lliga a una cadira i li posa una bossa de plàstic al voltant del seu cap. Quan comença a sufocar-se, li arrenca la bossa pel remordiment. Dylan li dóna cops de cap i trenca les seves restriccions. Després d'una lluita, la Miriam finalment l'asfixia fins a la mort, plorant després.
La Miriam recull la sang de Dylan en recipients, desmembra el seu cadàver i salva alguns dels ossos, que després polveritza amb un martell. Després d'eliminar les proves de l'escena, crema la resta del cos i escampa les cendres per l'aigua. Després es posa una perruca i viatja a un motel, on es troba amb una parella discutint. Ella intervé i increpa en veu alta l'home, per sorpresa de la parella. A la seva habitació de motel, la Miriam aboca la sang del cadàver pel desguàs de la banyera i neteja la banyera.
El dia de la reunió familiar, la Miriam fa els últims preparatius amb la Greta, que està furiosa per l'absència inexplicable de Dylan. La Miriam descriu un somni en què va descobrir la Greta penjada d'un cinturó i es va sentir culpable per no respondre abans, al que Greta respon amb fàstic. La Miriam insisteix que Dylan no és la parella adequada per a Greta, la qual cosa fa que Greta afirmi que només va convidar Miriam i Caleb a suggeriment de Dylan i que la Miriam és prejutjadora i sobreprotectora. La Miriam fa un gelat per a la reunió per ella mateixa, afegint en secret l'os en pols de Dylan a la barreja. La Greta es torna a reunir amb la Miriam després de calmar-se i li pregunta si ha sobreviscut al somni de la Miriam. La Miriam respon que va intentar aguantar la Greta i oferir paraules de tranquil·litat, desitjant que la seva última experiència fos d'amor més que de pànic. La Greta assegura amb llàgrimes a la Miriam que l'estima. Durant la reunió, la Greta s'asseu al costat de la Miriam i, juntament amb molts dels familiars de Dylan, gaudeix d'un cucurutxo de gelat mentre la Miriam plora en silenci.

## Repartiment
- Madeleine Sims-Fewer com a Miriam
- Anna Maguire com a Greta
- Jesse LaVercombe com a Dylan
- Obi Abili com a Caleb
- Jasmin Geljo com a Ivan
- Cynthia Ashperger com a Jelena

## Producció
Deepa Mehta, per a qui Mancinelli havia treballat com a assistent, va exercir com a productor executiu, juntament amb David Hamilton, François Dagenais i David James.

## Estrena
La pel·lícula es va estrenar al Festival Internacional de Cinema de Toronto de 2020 a la secció Midnight Madness el 14 de setembre de 2020. La pel·lícula també es va estrenar a la Festival de Cinema de Sundance de 2021 l'1 de febrer de 2021, a la secció Midnight. El desembre de 2020, el servei de reproducció en temps real Shudder va anunciar que havia comprat els drets de reproducció de la pel·lícula. Va ser estrenat a Shudder el 25 de març de 2021.

## Recepció

### Resposta crítica
A Rotten Tomatoes, la pel·lícula té una puntuació d'aprovació del 88 % basada en 99 ressenyes dels crítics, amb una valoració mitjana de 7.1/10. El consens dels crítics del lloc web diu: "Violation presenta una representació poderosa del trauma d'una dona, i les seves conseqüències incòmodament apassionants." Violation, que és descrita com a "decididament fosca, potencialment perillosa i probablement trastornada" i que "bolca el gènere de la venjança al cap", va ser seleccionada per a la iniciativa del festival de gènere "Fantastic 7" per destacar pel·lícules de gènere en set festivals internacionals de cinema. El crític Mike Crisolago l'ha nomenat una de les 30 pel·lícules que ja està "emocionat de veure". El crític de Now Toronto Norman Wilner la va anomenar "un gran augment de la seva combinació de ràbia i intensitat". Segons el crític de Variety Tomris Laffley, "Malgrat alguns opcions, Madeleine Sims-Fewer i Dusty Mancinelli ofereixen un profund impacte amb la seva pel·lícula de debut."

### Premis i nominacions
La pel·lícula va rebre cinc nominacions als Canadian Screen Award als 9ns Canadian Screen Awards el 2021, per al Millor actriu (Sims-Fewer), Millor actor de repartiment (LaVercombe), Millor edició de so (Matthew Chan, Ida Marci), Millor mescla de so (Matthew Chan) i el Premi John Dunning al millor primer llargmetratge.
- TIFF Rising Star - Madeleine Sims-Fewer
- Premi d'artista canadenc emergent - Festival Internacional de Cinema de Calgary
- Premi al director canadenc emergent - Festival Internacional de Cinema de Vancouver
- Premis ACTRA - Actuació destacada - Jesse LaVercombe
- Premi al Descobriment del Gremi de Directors del Canadà (nominat)
- Premis del Cercle de Crítics de Cinema de Vancouver (nominada): Millor pel·lícula, millor director, millor actor - Madeleine Sims-Fewer